# Адріан Ондрусівський
Святий Адріан Ондрусівський (у світі Завалишин Андрій Никифорович пом. 15 травня, 1550), російський святий, преподобний, мученик та чудотворець.
В житії прп. Олександра Свірського сказано, що Адріан Ондрусівський походив «з московської землі», а в новгородську Обонезьку п'ятину був присланий великим князем Іоаном III Васильовичом «на помістя» (РГБ. Унд. № 1253. Л. 93-93 об.). Поміщик Андрій Никифорович Завалишин згадується в письмових книгах Обонезької п'ятини за 1496 р. Одного разу, під час полювання переслідуючи оленя, А. Завалишин побачив келію прп. Олександра Свірського і з того часу став часто бувати у преподобного, слухаючи його настанов, приносив йому хліб. Згодом А. Завалишин залишив свій маєток і по прикладу прп. Олександра віддалився у Валаамський монастир, де прийняв чернечий постриг з іменем Адріан. Тут він провів декілька років, а потім за благословінням преподобного Олександра вибрав для усамітненого перебування кам'янистий мис на східному березі Андрусівської бухти Ладозького озера. Через деякий час до нього зібралися учні і було засновано Андрусівську обитель в честь Святого Миколая пустельника). Монастир виник не пізніше 1533 року, оскільки відома жалована грамота вел. кн. Василія III († 1533) Адріановій пустині.
«Сказання» про Адріана Ондрусівського повідомляє, що преподобний навернув до покаяння 2 розбійників. Один з них, на ім'я Ондрус, жив зі своїми друзями на острові Сала, розташованому навпроти Адріанової пустині. Він зажадав від святого залишити це місце, але Адріан Ондрусівський випрохав його не нищити монастир. Одного разу в бою з розбійниками Ондрус був переможений, зв'язаний і кинений в човен, однак за молитвеним заступництвом Адріана Ондрусівського чудесним способом незабаом визволився. Ондрус прийшов в монастир і знайшов Адріана Огдрусівського співаючим псалми, святий не виходив із обителі. Вражений розбійник розкаявся і залишився в пустині. У 1546 році цар Іван IV Грозний звелів новгородським владам щорічно видавати «ондрусівському ігумену» царську ругу. У 1549 році Адріан Ондрусівський і преподобний Геннадій Костромський хрестили дочку Івана IV Анну в Новодівочому мон-рі в Москві, про що повідомляє Никонівський літопис (ПСРЛ. Т. 13. 1-а пол. С. 158; 2-а пол. С. 460).
15 травня 1550 року. Адріан Ондрусівський, повертаючись з Москви в монастир, був вбитий селянами с. Обжі, тіло його було скинено в болото. Через 2 роки нетлінні мощі були здобуті ченцями Андрусівської пустині, 17 травня 1552 року, перенесені в обитель і покладені у північної стіни церкви святого Миколая. В 1721 році мощі були засвідчені за указом імператора Петра І. З 1828 року (або з 1830) вони знаходилися в ниші південної стіни церкви Святого Миколая між вівтарем і кліросом, на мощами було владнано дерев'янне раку з живописними зображеннями преподобного в ріст, а також сцен його смерті і поховання (сучасне місцезнаходження мощей невідоме). Ті ж зображення містилися на стовпах святих воріт Андрусівської обителі. Початок місцевого шанування Адріана Ондрусівського можна датувати сер. XVII ст. В одному з актів 1659 р. він називається «преподобним отцем нашим і чудотворцем», його пам'ять відмічена в «Описі про російських святих», а також в місяцеслове XVII ст., що належав Барсову. Архієпископ Сергій (Спаський) помістив пам'ять А. О., помилково назвав його Афанасієм Сяндемським, в розділі святих, внесених у святці, але неканонізованих (Місяцеслов. Т. 3. С. 551).
В 1819 році Андрусівський монастир відвідав імператор Олександр I, оглядаючи Олонецьку губ. Імператор молився при раці святого, згодом прислав в мон- богослужбові книги і начиня. В 1882—1883 рр. на місці убиття Адріана Ондрусівського було побудовано каплицю в пам'ять про визволення за молитвами святого місцевих жителів від сибір. язви в 1873 р. В честь цієї ж події щорічно 14 червея здійснювався хресний хід зі с. Обжі до каплиці. Служба святому здавна здійснюється по Загальній Мінеї. Існує акафіст святому, але кем він був складений, невідомо. Молитва Адріана Ондрусівського опублікована за рукописом з Андрусівської пуст. (Молитви Господу Богу, Пресвятій Богородиці і святим угодникам Божим, що вживаються на молебенях та інших послідуваннях. М., 1993 p. С. 218—219).
Пам'ять 26 серпня і 17 травня — перенесения мощей.